# Gorcowy Potok
Gorcowy Potok – potok w Gorcach, lewy dopływ Kamienicy. Źródliska znajdują się poniżej polan Podskały i Adamówka (Jadamówka). Do Kamienicy uchodzi na obszarze Gorczańskiego Parku Narodowego, pomiędzy polanami Trusiówka i Papieżówka. Następuje to na wysokości 732 m. Przebiega wzdłuż niego ścieżka dydaktyczna Gorczańskiego Parku Narodowego „W dolinie Gorcowego Potoku”.
Istnieje w Gorcach jeszcze drugi potok o podobnej nazwie. Jest to Gorcowski Potok – lewy dopływ rzeki Ochotnica. Jego źródliska znajdują się na południowo-wschodnich stokach Gorca.
Cała zlewnia Gorcowego Potoku znajduje się we wsi Lubomierz w województwie małopolskim, w powiecie limanowskim, w gminie Mszana Dolna.